# Hanover (Nueva York)
Hanover es un pueblo ubicado en el condado de Chautauqua en el estado estadounidense de Nueva York. En el año 2000 tenía una población de 7.638 habitantes y una densidad poblacional de 59.8 personas por km².

## Geografía
Hanover se encuentra ubicado en las coordenadas 42°31′2″N 79°8′44″O / 42.51722, -79.14556.

## Demografía
Según la Oficina del Censo en 2000 los ingresos medios por hogar en la localidad eran de $37,567, y los ingresos medios por familia eran $44,057. Los hombres tenían unos ingresos medios de $38,034 frente a los $22,754 para las mujeres. La renta per cápita para la localidad era de $17,654. Alrededor del 10.6% de la población estaban por debajo del umbral de pobreza.